# 358 до н. е.

## Події
- єгипетський фараон Артаксеркс III
- посмерті Одриського царя Котіса розпочалися суперечки за території цього царства, які, згодом, закінчилися Скіфо-Македонською війною.
- У Скіфії цар Атей
- Цере приєднане до Рима

## Народились
- Селевк I Нікатор — діадох; засновник династії та держави Селевкідів.

## Померли
- Котіс I Одриський